# Dallas Keuchel
Dallas Keuchel (né le 1er janvier 1988 à Tulsa, Oklahoma, États-Unis) est un lanceur gaucher des Twins du Minnesota de la Ligue majeure de baseball.
Joueur des Astros de Houston de 2012 à 2018, il gagne en 2015 le trophée Cy Young du meilleur lanceur de la Ligue américaine et fait partie de l'équipe championne de la Série mondiale 2017.

## Carrière
Joueur évoluant à l'Université d'Arkansas, Dallas Keuchel est repêché par les Astros de Houston au septième tour de sélection en 2009. 
Lanceur partant dans les ligues mineures, Keuchel fait ses débuts dans le baseball majeur le 16 juin 2012 lorsqu'il amorce au monticule la partie des Astros contre les Rangers du Texas.
En 2013, sa moyenne de points mérités s'élève à 5,15 en 153 manches et deux tiers partagée entre l'enclos de relève et la rotation de lanceurs partants. Il amorce 22 de ses 31 matchs, remporte 6 victoires et encaisse 10 défaites.
Keuchel connaît une brillante saison 2014. Il atteint les 200 manches lancées et sa moyenne de points mérités de 2,93 est la deuxième meilleure des partants des Astros, après la moyenne de 2,73 maintenue en quelque 45 manches lancées de moins par Collin McHugh. Keuchel effectue 29 départs, remporte un sommet dans l'équipe de 12 victoires, encaisse 9 défaites et enregistre un nouveau record personnel de 146 retraits sur des prises. Il remporte aussi le Gant doré du meilleur joueur défensif à sa position dans la Ligue américaine.

### Saison 2015

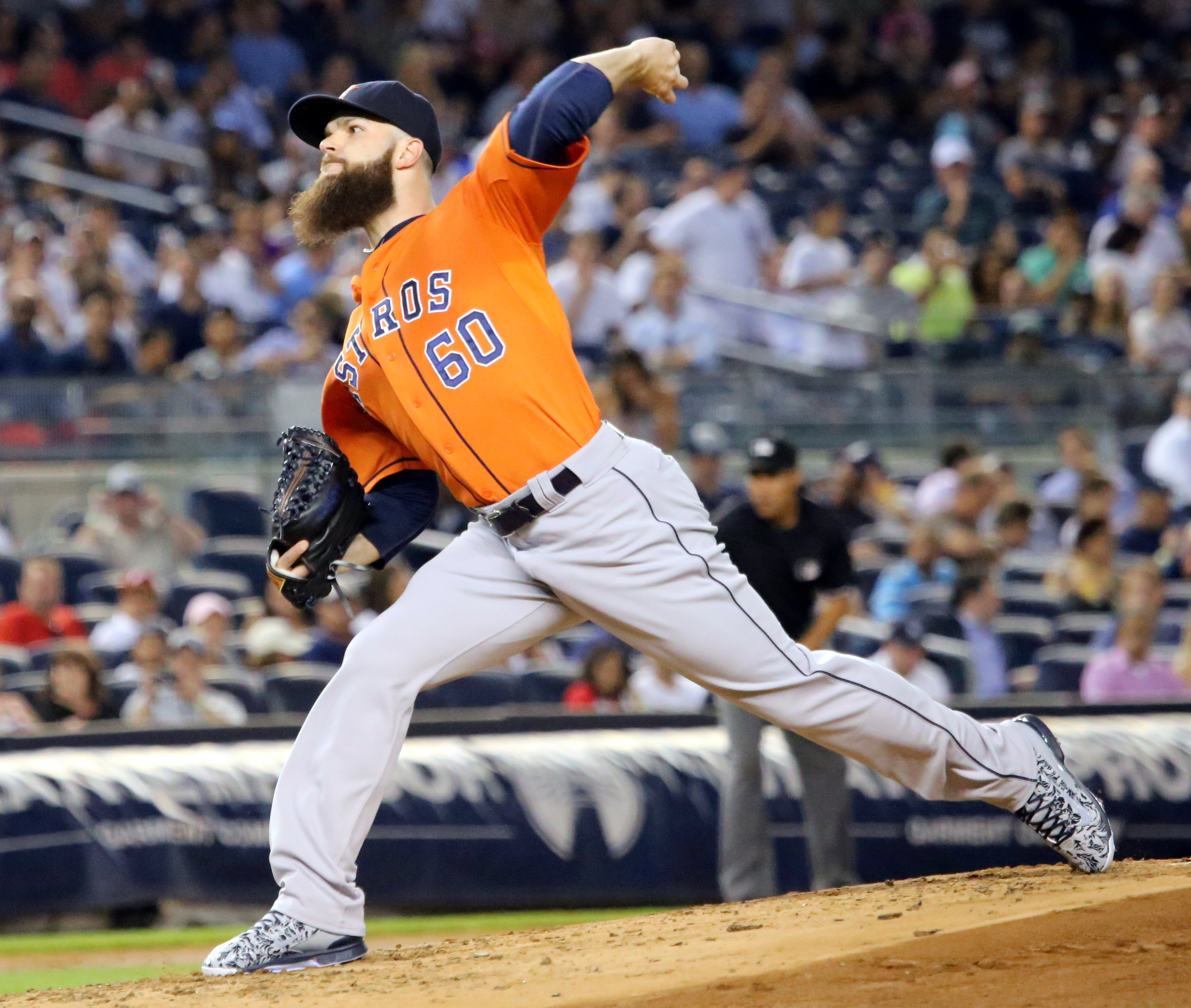
Dallas Keuchel au monticule pour les Astros le 25 août 2015.

Avec 3 victoires, aucune défaite et une moyenne de points mérités d'à peine 0,73 en 37 manches lancées au cours du premier mois de la saison 2015, Keuchel est nommé meilleur lanceur du mois du mois d'avril dans la Ligue américaine. Avec une moyenne de points mérités de 2,62 en 44 manches lancées en mai 2015, Keuchel est nommé lanceur du mois dans la Ligue américaine. Il est le premier lanceur de cette ligue à recevoir l'honneur deux mois de suite depuis José Contreras des White Sox de Chicago en septembre 2005 et avril 2006, et le premier de l'Américaine à obtenir la distinction au moins deux mois de suite dans la même année depuis Johan Santana, meilleur lanceur en juillet, août et septembre 2004.
Honoré de sa première sélection au match des étoiles, il est le lanceur partant de l'équipe de la Ligue américaine lors de l'édition 2015 de la classique de mi-saison, disputée le 14 juillet à Cincinnati.
Avec une moyenne de points mérités de 1,94 et 41 retraits sur des prises en 41 manches et deux tiers lancées en août 2015, Keuchel est élu lanceur du mois dans la Ligue américaine pour la 3e fois de la saison. Aucun lanceur des Astros n'avait auparavant accompli une telle chose, et c'est la première fois que le club enlève trois fois l'honneur en une même saison depuis 1979 (trois lanceurs différents).
Keuchel est en 2015 l'un des meilleurs lanceurs de la Ligue américaine, qu'il mène pour les victoires (20, contre 8 défaites), la WHIP (1,017), les blanchissages (à égalité avec 2) et le total de manches lancées (232). Sa moyenne de points mérités de 2,48 est aussi la seconde meilleure derrière celle de 2,45 de David Price. Il remporte le trophée Cy Young du meilleur lanceur de la Ligue américaine.
Curiosité statistique : Keuchel établit un nouveau record de l'ère moderne du baseball pour la meilleure fiche parfaite à domicile. En 18 départs au Minute Maid Park de Houston, où il maintient une moyenne de points mérités de 1,46, il remporte 15 victoires contre aucune défaite. Le 15-0 de Keuchel bat la précédente meilleure fiche parfaite (13-0) vue chez deux lanceurs des Red Sox de Boston, Tex Hughson en 1944 et Boo Ferriss en 1946, mais est second derrière le 20-0 de Bill Hoffer en 1895.
Sur la route en 2015, Keuchel accorde en revanche 3,77 points mérités en moyenne. Il est choisi lanceur partant des Astros pour le match de meilleur deuxième de la Ligue américaine à New York face aux Yankees, où Houston dispute son premier match éliminatoire en 10 ans.

### Saison 2017
À ses 6 premiers départs de la saison 2017, Keuchel lance un match complet, remporte 5 victoires sans défaite et maintient une moyenne de points mérités de 1,21 en 44 manches et deux tiers lancées pour être nommé meilleur lanceur du mois d'avril 2017 dans la Ligue américaine. Il fait partie de l'équipe des Astros championne de la Série mondiale 2017.

### Braves d'Atlanta
Après 7 saisons à Houston, Keuchel évolue en 2019 pour les Braves d'Atlanta.

### White Sox de Chicago
Il rejoint pour 2020 les White Sox de Chicago.

### Rangers du Texas
En juillet 2022, Dallas Keuchel signe un contrat avec les Rangers du Texas. Un mois plus tard, il est titulaire pour la première fois sous ses nouvelles couleurs dans une défaite 11 à 2 contre les Tigers de Détroit. Il est libéré par les Rangers le 4 septembre 2022 après avoir lancé 2 matchs (2 défaites, 12,60 de moyenne de points mérités).

### Twins du Minnesota
En Juin 2023, Dallas Keuchel signe un contrat avec les Twins du Minnesota.